# 望徳堂区
望徳堂区（ぼうとくどうく、中国語: 望德堂區、ポルトガル語: Freguesia de São Lázaro）は、中華人民共和国マカオ特別行政区のマカオ半島中部に位置する行政教区の一つである。面積は約0.6平方キロメートルと、マカオの中で最も小さい教区であるが、人口密度は高く、2021年現在の人口は約33,600人にのぼる。教区名はカトリック教会における聖ラザロ（São Lázaro）に由来し、歴史的にもポルトガル統治時代からの文化遺産が数多く残されている。
区域内には住宅地のほか、学校、医療機関、歴史的建築物、公園などが整備されており、都市生活と歴史遺産が共存する地区として知られる。

## 歴史
望徳堂区は、マカオの中でも最も古い定住区域の一つとされており、16世紀のポルトガル人入植初期からカトリック布教活動の拠点として重要な役割を果たしてきた。特に、1557年にポルトガルがマカオを租借して以来、サン・ラザロ教会（望徳聖堂）は病人・貧民の保護施設を併設した地域福祉の中心となっていた。
19世紀から20世紀初頭にかけて、当区には欧風様式の住宅や官公庁が次々と建設され、ポルトガル人コミュニティの文化的拠点として発展した。また、マカオ半島中央に位置する地理的利点から、近代的な教育機関や医療施設も集積するようになり、現在では歴史的保存地区として「聖ラザロ歴史地区」（Zona de São Lázaro）として指定されている。
2001年には「マカオ歴史市街地区」の一部として、当区内の複数建築物と街並みがユネスコ世界文化遺産に登録された。